# Rijk der Chazaren
Het Rijk der Chazaren (Turks: Hazar İmparatorluğu) was een rijk dat gevormd werd door een Turks nomadenvolk dat de steppen van Centraal-Azië en de noordkant van de Zwarte Zee beheerste van de zevende tot de tiende eeuw. De Chazaren bewoonden het steppegebied tussen de rivieren de Wolga en de Dnjepr ten zuidoosten van Moskou en de benedenloop van de Wolga en de zuidelijke Kaukasus.

## Geschiedenis

### Opkomst
De Chazaren traden in de geschiedenis tijdens het eindoffensief (627-629) in de Byzantijns-Sassanidische Oorlog (602-628), waar zij vochten aan de zijde van keizer Herakleios. Zij waren vermoedelijk een van de Turkse stammen uit het Rijk der Göktürken. Het eerste Rijk der Göktürken zakte in elkaar bij de opkomst van de Tang-dynastie in China. De stichter van het rijk der Chazaren was vermoedelijk Tong Yabgu Qaghan (618-628), beter bekend als "Ziebel". Na hun veroveringen onderwierpen zij deels de Altyn Oba-horde en hun bewoners gingen uiteindelijk in elkaar op. Tussen 722 en 737 brak er een oorlog uit met de Arabieren i.v.m. de Kaukasus. Leo III van Byzantium maakte van deze situatie gebruik om zijn zoon Constantijn V Kopronymos uit te huwelijken aan de dochter van de khan, Tzitzak (733).

### Neergang
In de 9e eeuw begon een nieuwe volksverhuizing onder impuls van de Varjagen (Scandinaviërs), die op hun beurt een Fins-Oegrische bevolkingsgroep, de Magyaren zuidwaarts dreven, die op hun beurt een Turks nomadenvolk stoorden, de Petsjenegen. De Magyaren werden naar het westen gedreven, samen met de Kabaren (opstandige Chazaren), naar de Pannonische vlakte. Dit werd later bekend als de inval van de Hongaren in Europa. De Varjagen zullen later het Rijk van Kiev stichten en de Petsjenegen zullen de plaats van de Chazaren innemen.
De Byzantijnen steunden de Petsjenegen in hun strijd in 920 in de oorlog met de Chazaren. De Varjagen van het Rijk van Kiev namen, omdat ze de route langs de Wolga mochten gebruiken, geleidelijk de handelsroutes van de Chazaren over. In 960 begonnen de Chazaren een oorlog tegen de Varjagen. Oleg van Kiev werd in 941 verslagen, maar Svjatoslav I van Kiev versloeg tussen 967 en 969 de Chazaren, hun hoofdstad viel en daarmee ook hun rijk.

## Bekering tot het jodendom
Wanneer de Chazaren precies tot het jodendom zijn overgegaan, is vandaag nog steeds een grote controverse. Een eerste hypothese is: tijdens de Chazar-Arabische oorlog (722-737), probeerden de Byzantijnse keizer Leo III en kalief Hisham, de Chazaarse khan over te halen om hun respectievelijke godsdienst (christendom of islam) over te nemen. Een raad van wijzen besloot om dan maar te kiezen voor het jodendom, omdat er joden in dit nomadenvolk waren opgegaan, met wie ze veel handel dreven. De dialoog tussen de khan van de Chazaren en een rabbijn is het onderwerp van de Kuzari, een boek van de middeleeuwse joodse dichter en filosoof Jehuda Halevi. Anderen beweren dat de bekering begin 9de eeuw heeft plaatsgevonden, voordat Cyrillus de Chazaren aanbood hen tot het christendom te bekeren.
Een andere controverse is het boek De dertiende stam van Arthur Koestler, waarin hij beweert dat de Asjkenazische Joden niet afkomstig zijn uit Israël, maar van Chazaarse afkomst zijn. Volgens Arthur Koestler zou de Joodse stam zich vestigen in Polen. Een deel zou zich aansluiten bij de Magyaren en een deel zou opgeslorpt worden door de Koeman-Kiptsjak confederatie. Ook de Israëlische historicus Shlomo Sand legt het verband tussen de Chazaren en de Ashkenazische joden in zijn boek Comment le peuple juif fut inventé ("Hoe het Joodse volk werd uitgevonden" – er is geen Nederlandse vertaling beschikbaar, maar het boek is in het Engels uitgebracht onder de titel "The invention of the Jewish people"). Alle genetische bewijzen zijn in tegenspraak met de bewering van Koestler dat de meeste voorouders van Asjkenazische joden Chazaren waren. Asjkenazische joden zijn nauw verwant aan de bevolking van het Midden-Oosten en Zuid-Europa en ze zijn ook gerelateerd aan Slavische bevolkingsgroepen in Centraal-Europa en Oost-Europa. Een klein deel van de Asjkenazische joden heeft deze haplogroepen geassocieerd met de Noordelijke Kaukasus en Turkse volkeren: N9a3a1b1 (mtDNA), A-a1b3a (mtDNA) en G2a-FGC1093 (Y-DNA).